# Тіруччираппаллі – Нагапаттінам
Тіруччираппаллі – Нагапаттінам – трубопровід, пристосований для подачі природного газу в район міста Нагапаттінам (центральна частина узбережжя штату Тамілнад). 
У відповідності до проекту терміналу для імпорту ЗПГ Енноре, подальшу доставку регазифікованої продукції споживачам має здійснювати газопровідна система ETBPNMTPL (Ennore Thiruvallur Bangalore Puducherry Nagapattinam Madurai Turicorin Pipeline). Первісно розраховували, що її головна траса пройде через Нагапаттінам, де працював нафтопереробний завод CBR (Cauvery Basin Refinery) компанії Chennai Petroleum Corporation Limited (CPCL), сполучений з ізольованою Газотранспортною системою басейну Кавері. Втім, у підсумку маршрут ETBPNMTPL відкоригували та перемістили далі від узбережжя. Враховуючи, що CBR припинив роботу в 2019-му, вирішили організувати подачу блакитного палива до Нагапаттінам через конвертований та реверсований продуктопровід довжиною 117 км та діаметром 200 мм від Нагапаттінаму до міста Тіруччираппаллі (Трічі), що лежить на трасі нового маршруту ETBPNMTPL. Станом на літо 2023-го велись роботи з конверсії продуктопроводу. 
Можливо відзначити, що Indian Oil Corporation (IOCL, материнська компанія CPCL) розпочала у 2021-му спорудження в Нагапаттінам нового НПЗ, потужність якого багаторазово перевищуватиме показник колишнього CBR (9 млн тон та 1 млн тон відповідно). При цьому IOCL має плани прокласти до НПЗ перемичку в діаметрі 400 мм від газопроводу Асанур – Карайкал (ще одне відгалуження від основної траси ETBPNMTPL).